# Rosalind Canter
Pour les articles homonymes, voir Canter.
Rosalind Canter, née le 13 janvier 1986 à Hallington (Lincolnshire), est une cavalière britannique de concours complet. Elle remporte la médaille d'or lors de l'épreuve de concours complet par équipes aux Jeux olympiques d'été de 2024.

## Carrière
Rosalind Canter et Allstar B réussissent le doublé en concours complet individuel et par équipes lors des Jeux équestres mondiaux de 2018.
Lors du Championnat d'Europe de concours complet d'équitation 2023, Rosalind Canter et son cheval Lordships Graffalo remportent deux médailles d'or en gagnant le concours complet en individuel et par équipes avec Laura Collett, Yasmin Ingham et Kitty King. Ces deux titres lui permettent d'atteindre la première place du classement mondial.
Sélectionnée pour les Jeux olympiques pour le concours complet avec Tom McEwen et Laura Collett, elle reçoit 15 pénalités lors de l'épreuve du cross pour avoir raté un drapeau lors du 21e obstacle. Après l'équipe britannique ait fait appel et ait demandé le visionnage de la vidéos, les pénalités sont finalement levées. Après l'épreuve de saut d'obstacle, le trio remporte la médaille d'or, la première de l'équipe britannique lors de ces Jeux.

## Palmarès
1. ↑  « CANTER Rosalind », sur Paris 2024
2. 1 2  « Lincolnshire's Ros Canter helps Team GB to first Gold medal at Paris Olympics🥇 », sur MyLocal (consulté le 29 juillet 2024)
3. ↑  (en-GB) « World Equestrian Games: Great Britain take team eventing gold as Ros Canter wins individual title », BBC Sport,‎ 17 septembre 2018 (lire en ligne, consulté le 29 juillet 2024)
4. 1 2  Emilie Dupont, « Rosalind Canter de retour au sommet du classement mondial », sur L'Eperon, 5 septembre 2023 (consulté le 29 juillet 2024)
5. ↑  (en) « Ros Canter penalties under review after Paris Olympics cross-country », sur Horse & Hound, 28 juillet 2024 (consulté le 29 juillet 2024)
6. ↑  (en) « Ros Canter’s 15 penalties on Olympics cross-country phase upheld », sur Horse & Hound, 28 juillet 2024 (consulté le 29 juillet 2024)